# Meliosma impressa
Meliosma impressa är en tvåhjärtbladig växtart som beskrevs av Carl Karl Wilhelm Leopold Krug och Urb. Meliosma impressa ingår i släktet Meliosma och familjen Sabiaceae. Inga underarter finns listade.